# Agnija Barto
Agnija L'vovna Barto, nata Volova (in russo Агния Львовна Барто?; Kaunas, 4 gennaio 1906 – Mosca, 1º aprile 1981), è stata una poetessa e sceneggiatrice sovietica.
Popolare scrittrice per bambini, i suoi libri contano più di 400 ristampe con oltre 30 milioni di copie vendute. Le sue opere sono state tradotte in tutte le lingue dei popoli che abitano la Russia, nonché in altre lingue straniere.

## Biografia
Figlia di un veterinario, al quale si attribuisce il merito di aver trasmesso la passione per la letteratura a sua figlia, dopo il diploma Barto conobbe il politico Anatolij Vasil'evič Lunačarskij, il quale notò subito il talento della giovane dopo aver ascoltato una sua poesia. Tale incontro si rivelò determinante per la carriera di Barto, che dal 1925 iniziò a pubblicare le sue prime poesie quali Devočka-revuška, Devočka-čumazaja, Kitajčonok Van Li e Miška-voriška, tutte opere che vennero incluse nella prima raccolta Bratiški pubblicata nel 1928. Nel 1934 seguì una raccolta di versi satirici per giovani scolari intitolata Mal'čik naoborot.
Tra le altre figure che risultarono decisive nella carriera di Barto furono i poeti Kornej Ivanovič Čukovskij e Samuil Jakovlevič Maršak che non mancarono di dispensarle consigli e di pubblicare le sue opere. Nel 1933 Čukovskij pubblicò una recensione sulla poesia di Barto Igruški, da cui prese il nome l'omonima raccolta pubblicata tre anni dopo.
Fino al 1942 Barto visse a Ekaterinburg per via del lavoro di suo marito. Qui iniziò ad apparire in radio e pubblicò poesie patriottiche oltre che saggi su varie riviste. Durante la seconda guerra mondiale fu corrispondente sul fronte occidentale per la Komsomol'skaja Pravda, mentre nel dopoguerra pubblicò altre raccolte di poesie per bambini oppure umoristiche come Kogo sčitat' sčastlivym? (1962) e Čto s nim takoe? (1966). Negli anni '70 condusse il programma radiofonico Najti čeloveka, che si occupava di aiutare i bambini orfani a ritrovare i genitori persi durante la guerra.
Barto scrisse sceneggiature per diversi film per bambini, come Podkidyš (1939), Slon i verёvočka (1946), Alёša Pticyn vyrabatyvaet charakter (1953) e Desjat' tycjač mal'čikov. Scrisse anche l'opera teatrale V porjadke obmana.

## Lo stile
Nelle opere di Barto è evidente come il mondo del bambino sia sempre posto al centro dell'attenzione. Ne vengono analizzati i modi con cui egli interpreta il mondo, la sua immaginazione e la conoscenza di ciò che lo circonda. Ciò nonostante Barto intendeva rivolgersi anche agli adulti, pur se consideratasi una scrittrice per bambini.